# Tony Schmidt (Fußballspieler)
Tony Schmidt (* 20. Juli 1988 in Dresden) ist ein deutscher Fußballspieler.

## Karriere
Schmidt ist auf beiden Flügeln im Mittelfeld variabel einsetzbar. Sein erstes Drittligaspiel absolvierte er für Dynamo Dresden am 5. Februar 2009 gegen die Kickers Emden. Von 2010 bis 2011 stand Schmidt beim Regionalligisten ZFC Meuselwitz unter Vertrag. Anschließend war zwei Jahre lang für den Ligakonkurrenten VFC Plauen aktiv. Im Sommer 2013 wechselte Schmidt zum Drittligisten Hallescher FC.
Nach Ablauf seines Vertrages wechselte Schmidt im Sommer 2015 zu Oberligist TuS Koblenz. Nach dem Aufstieg blieb Schmidt auch 2016/2017 der TuS treu und konnte mit der Mannschaft den Klassenerhalt in der Regionalliga sowie den Gewinn des Rheinlandpokal feiern. Nach Ablauf seines Vertrages im Sommer 2017 verließ Schmidt Koblenz jedoch. Anschließend schloss sich Schmidt für zwei Spielzeiten dem FSV Budissa Bautzen in der Regionalliga Nordost an.
Nach einer Spielzeit beim Regionalligisten VSG Altglienicke wechselte Schmidt im Sommer 2020 zum Sachsenliga-Aufsteiger FV Dresden 06 Laubegast.
Am 4. Spieltag der Saison 2023/24 sorgte Tony Schmidt gegen den VfL Pirna-Copitz mit 5 Toren in einem Spiel liga-weit für Aufsehen. Am Ende dieser Spielzeit sicherte er sich mit 24 Treffern die Torjägerkrone der Sachsenliga.
Tony Schmidt gewann in seiner Karriere insgesamt fünfmal den jeweiligen Landespokal:
- 2009: Sachsenpokal mit Dynamo Dresden II
- 2011: Thüringer Landespokal mit ZFC Meuselwitz
- 2015: Sachsen-Anhalt-Pokal mit Hallescher FC
- 2017: Rheinlandpokal mit TuS Koblenz
- 2020: Berliner Landespokal mit VSG Altglienicke